# Pelteobagrus
Pelteobagrus és un gènere de peixos de la família dels bàgrids i de l'ordre dels siluriformes.

## Taxonomia
- Pelteobagrus brashnikowi (Berg, 1907)
- Pelteobagrus eupogoides (Wu, 1930)
- Pelteobagrus eupogon (Boulenger, 1892)
- Pelteobagrus fui (Miao, 1934)
- Pelteobagrus fulvidraco (Richardson, 1846)
- Pelteobagrus hoi (Pellegrin & Fang, 1940)
- Pelteobagrus intermedius (Nichols & Pope, 1927)
- Pelteobagrus mica (Gromov, 1970)
- Pelteobagrus microps (Rendahl, 1932)
- Pelteobagrus nitidus (Sauvage & Dabry de Thiersant, 1874)
- Pelteobagrus nudiceps (Sauvage, 1883)[2]
- Pelteobagrus ransonnettii (Steindachner, 1877)
- Pelteobagrus vachellii (Richardson, 1846)
- Pelteobagrus wangi (Miao, 1934)
- Pelteobagrus wittenburgii (Popta, 1911)[3][4][5][6][7][8][9][10]